# کالینته (ترانه اینا)
کالیِنتِه (به اسپانیایی: Caliente) (به معنی داغ) تک‌آهنگی از اینا است که در سال ۲۰۱۲ میلادی منتشر شد.